# Audi A6 II
Cet article concerne la deuxième génération de l’Audi A6. Pour des informations générales sur l’Audi A6, consultez Audi A6.
L'Audi A6 C5 est un modèle de voiture de la catégorie grande routière du constructeur automobile allemand Audi construite d'avril 1997 à août 2005 en tant que deuxième génération de l'Audi A6.

## Historique du modèle
L'Audi A6 C5 est sortie de la chaîne de production en tant que berline à partir d'avril 1997. La première publique a officiellement eu lieu au salon international de l'automobile de Genève en 1997. Le break (Avant) a été introduit en mars 1998. À partir de mi-1999, la variante sportive S6 était proposée en berline et en Avant avec un moteur huit cylindres aux performances améliorées.
En octobre 1999, la C5 a été le premier véhicule d'Audi à être équipé de la transmission automatique Multitronic à variation continue, qui, aux côtés de la transmission manuelle et de la transmission automatique Tiptronic, pouvait être commandée en tant que troisième variante de transmission avec certains moteurs. Alors que l'avant du modèle précédent, l'A6 C4, était encore techniquement basé sur celui de l'Audi 100 C2 de 1976, la nouvelle construction d'essieu avant multibras introduite en 1994 sur l'Audi A4 et l'Audi A8 et deux ans plus tard sur la Volkswagen Passat 3B a été utilisé sur l'A6 C5. Il est maintenant standard (depuis 2010) sur les voitures de tourisme d'Audi avec un moteur installé longitudinalement.
Une variante pour une utilisation tout-terrain a été présentée au milieu de l'année 2000 sur la base de l'Avant. L'allroad quattro a rendu possible une utilisation en tout-terrain grâce à une suspension pneumatique variable pour une garde au sol accrue, une réduction de vitesse spéciale tout-terrain et des zones de carrosserie renforcées.
Le véhicule a été conçu sous la direction de Claus Potthoff.

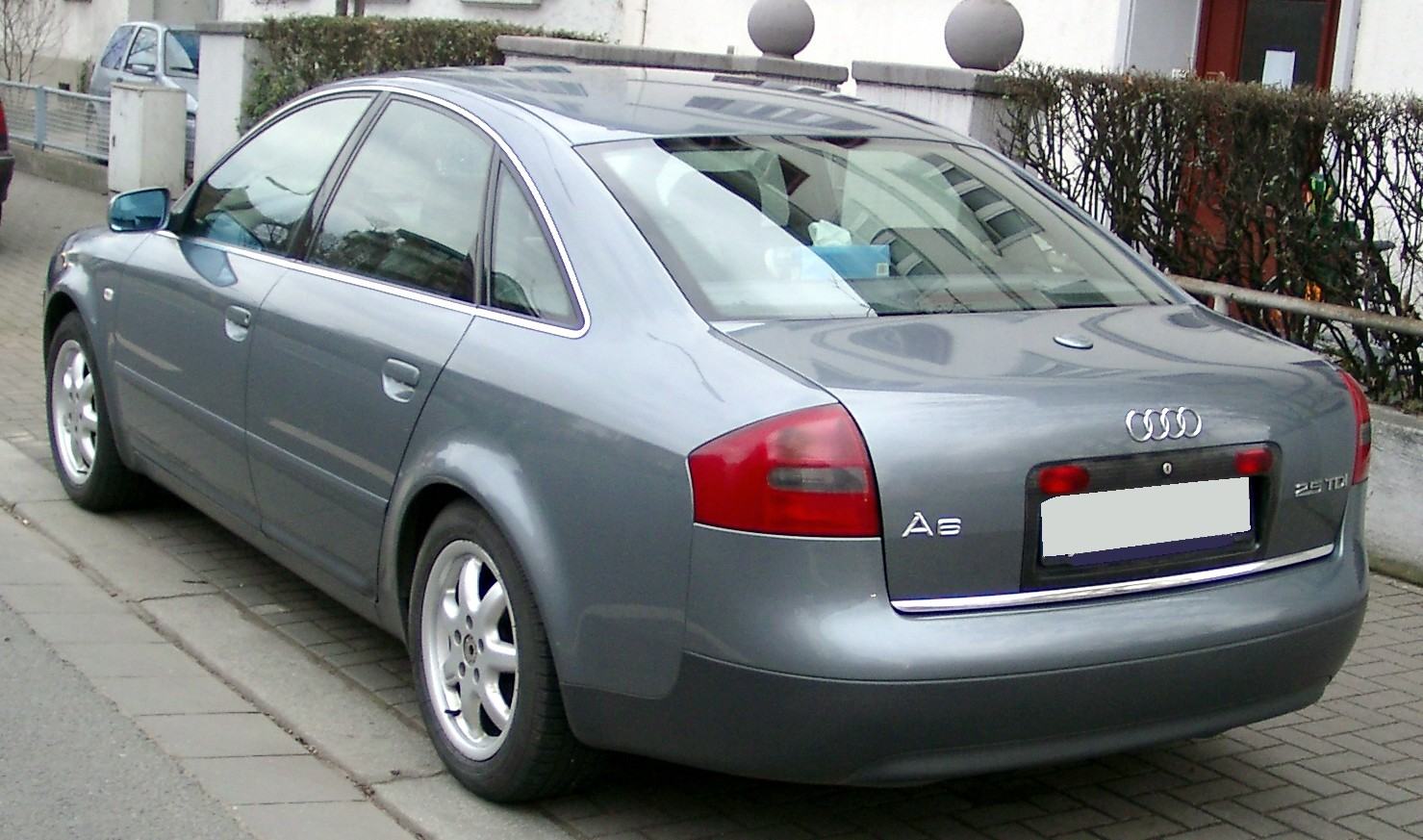
Vue arrière.
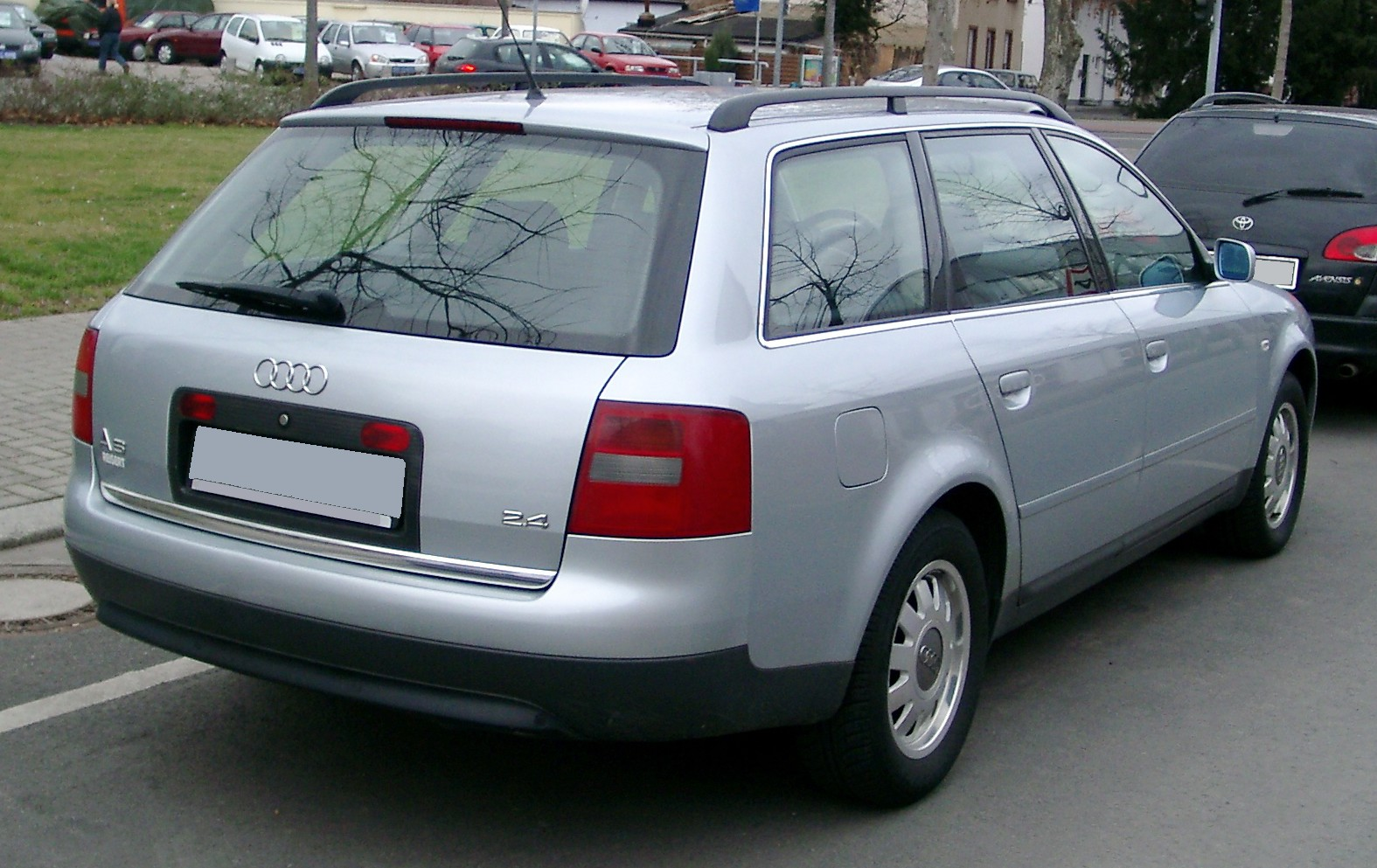
Audi A6 Avant (1998–2001).

### Modèles V8 et Turbo
En avril 1999, l'A6 C5 est proposée, pour la première fois, avec un moteur V8. Étant donné que la S6 C4 avec le moteur de 4,2 litres n'a été produite que jusqu'en octobre 1997, aucun moteur V8 n'était disponible pour la grande routière d'Audi jusqu'au lancement sur le marché de l'A6 C5 4.2. Une particularité de ce modèle était la carrosserie modifiée, qui a ensuite servi de base à la S6 et à la RS6. Afin de souligner les performances du modèle, l'A6 4.2 a reçu un "visage" modifié. Pour la première fois, l'entrée d'air sous le pare-chocs avant était intégrée dans le design avec un cadre chromé, qui a ensuite progressivement conduit à la calandre "Singleframe" sur tous les modèles Audi.
Audi a publié à l'avance une fiche technique en février 1999 énumérant un autre moteur V8. C'était l'unité de 3,7 litres avec 191 kW qui provenait de l'Audi A8 D2. Il n'y avait qu'un très petit nombre de ce véhicule et - le cas échéant - on ne sait pas si la voiture a été réellement produite et proposée en série pour le marché allemand. Une particularité, selon la fiche technique, est la disponibilité d'une traction avant. En raison de la partie avant raccourcie, qui a été conçue différemment par rapport aux modèles précédents et successeurs, les moteurs cinq cylindres en ligne, connus, des gammes précédentes, les C2, C3 et C4, ne rentrent plus dans le compartiment moteur. Pour la première fois, un moteur turbo à cinq cylindres n'était plus proposé dans l'Audi A6 C5. Au lieu de cela, il y avait un moteur essence V6 turbo d'une cylindrée de 2,7 litres. Ce moteur pouvait être combiné avec une traction avant et une transmission intégrale («Quattro»).

### Lifting
En mai 2001, il y a eu un lifting. Outre les modifications apportées à la gamme de moteurs et au châssis, l'isolation phonique et la rigidité de la carrosserie ont été améliorées. De plus, l'apparence a été légèrement revue.
Les changements les plus notables étaient :
- Sorties d'échappement visibles
- Marqueurs latéraux en verre clair
- Feux de recul des feux arrière en verre clair
- Phares de projection maintenant avec lentilles de 3,5" et lumière bi-xénon avec réglage dynamique de la largeur des phares au lieu du réglage de la portée des phares statique
- Cadre de la plaque d'immatriculation en noir brillant sur le coffre à bagages
- Modification de la forme des pare-chocs qui sont désormais entièrement peints en couleur carrosserie
- Calandre révisée et entourage de la calandre modifié
- Le rétroviseur extérieur du côté passager a la même taille que celui du côté conducteur
- Combiné d'instrumentations modifié avec contour chromé et éclairage LED qui est passé du rouge au blanc
- Intérieur avec revêtement en laque douce
- Introduction du bus de données CAN
- Gamme de moteurs modifiée
- Valeurs d'émission améliorées

À partir de mi-2002, Audi propose une version particulièrement sportive basée sur la C5, la RS6.
En avril 2004, l'A6 C5 berline a été remplacée par une successeur entièrement nouvelle. Le successeur de l'Avant est apparu en mars 2005.

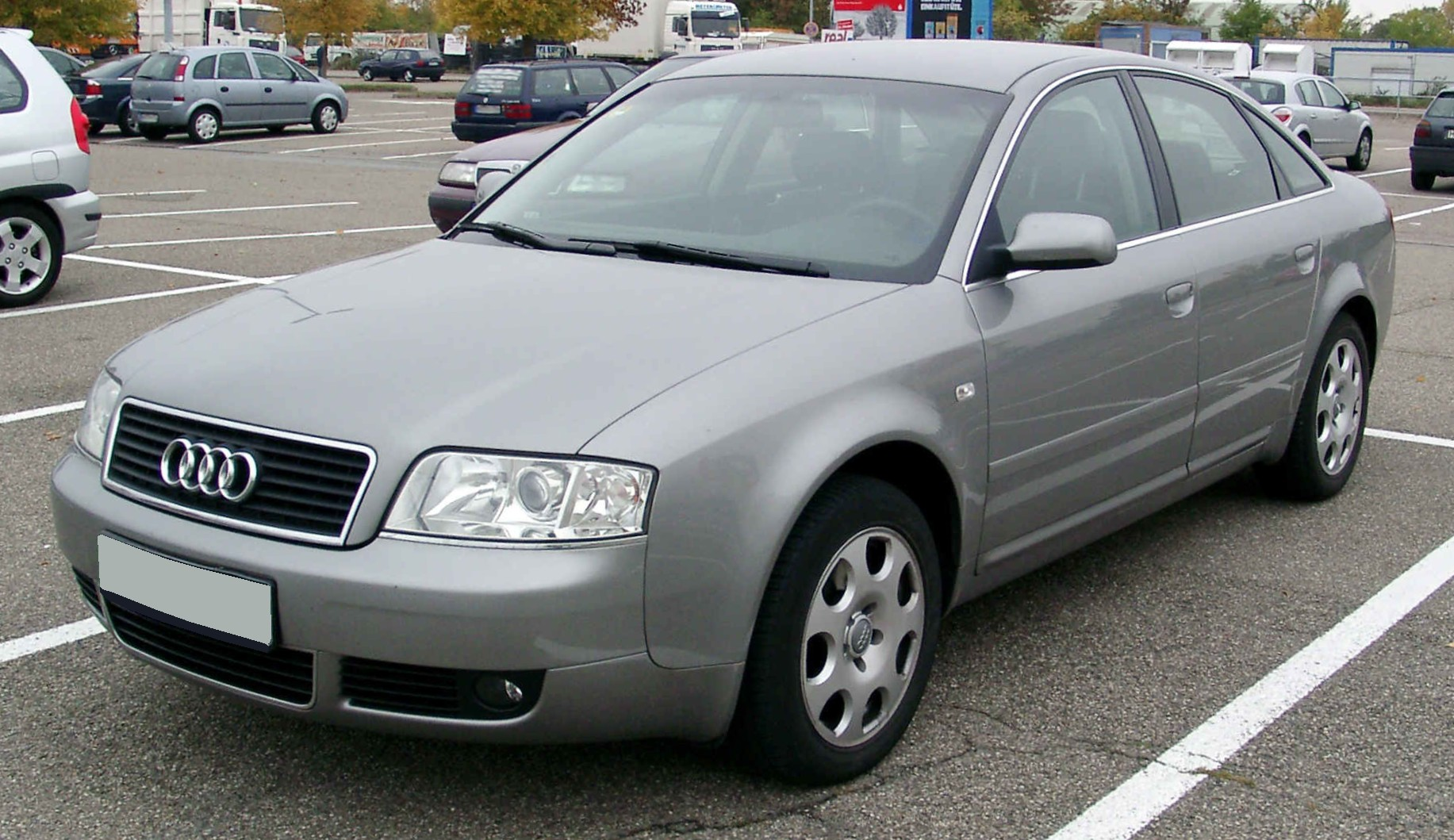
Audi A6 berline (2001–2004)
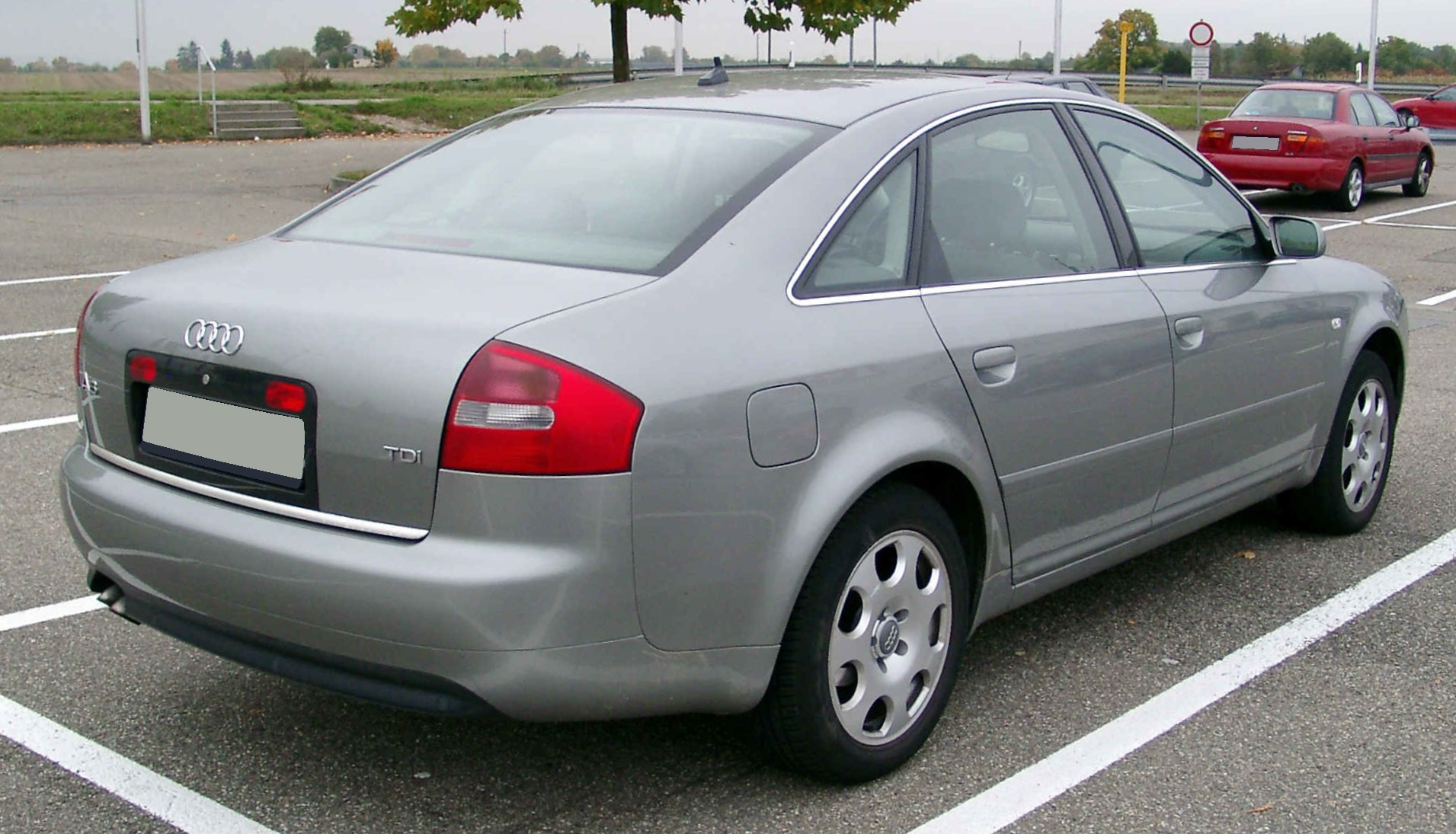
Vue arrière
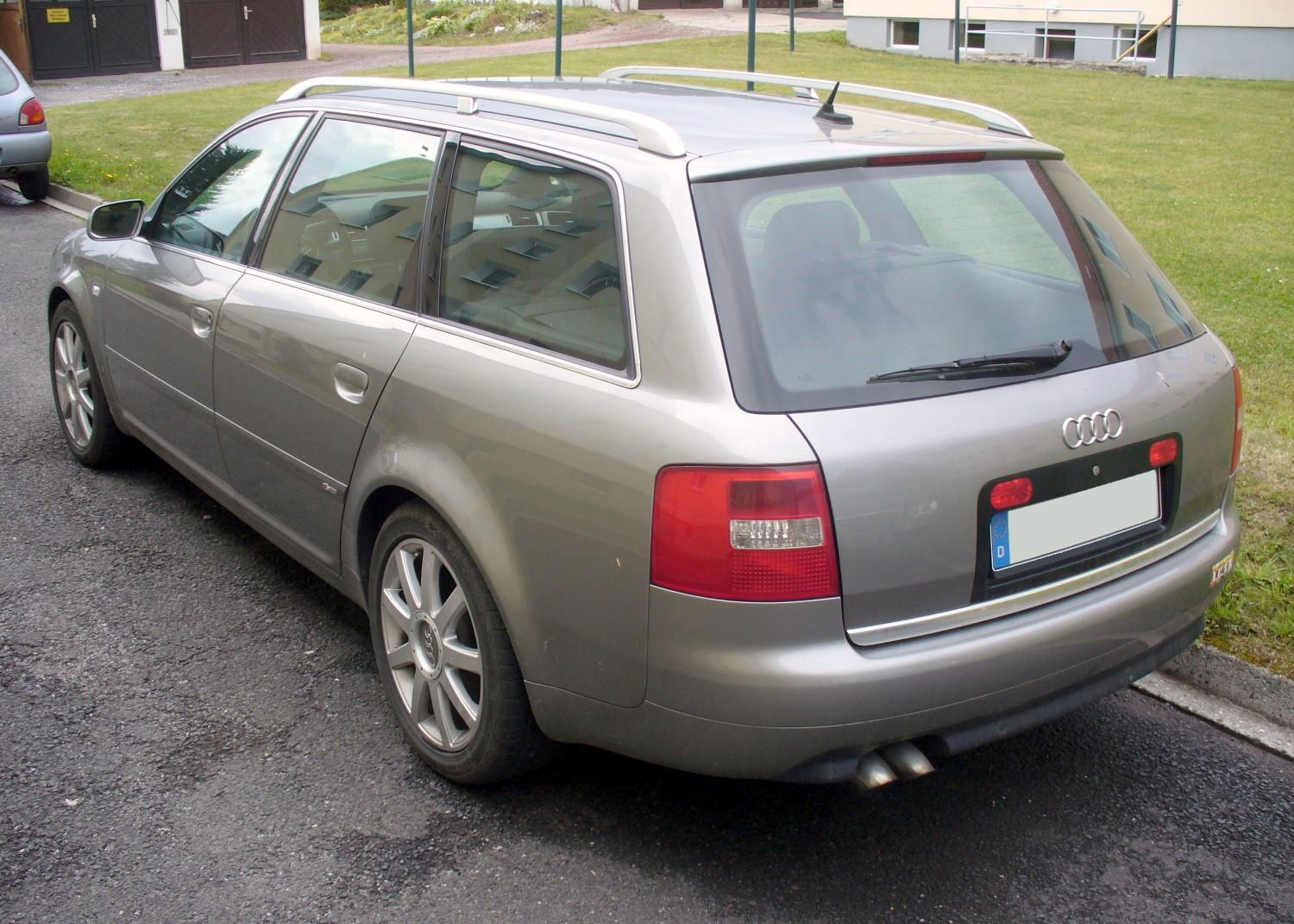
Audi A6 Avant (2001–2005)